# Hymenophyllum talamancanum
Hymenophyllum talamancanum är en hinnbräkenväxtart som beskrevs av A. Rojas. Hymenophyllum talamancanum ingår i släktet Hymenophyllum och familjen Hymenophyllaceae. Inga underarter finns listade.